# كريم محمود حسين الملا
كريم محمود حسين الملا هو وزير وسفير عراقي سابق، ولد في بغداد سنة ١٩٤٢.
شغل منصب وزير الشباب في 14 نيسان 1977 خلفا لبرهان الدين عبد الرحمن التكريتي، وبقي في المنصب حتى 28 حزيران 1982، حيث شغل المنصب أحمد حسين خضير، وفي تلك الفترة كان وزير الشباب يشغل منصب رئيس اللجنة الأولمبية العراقية.
استحدثت هيئة الشباب والرياضة منتصف التسعينيات، وشغل منصب رئيس هيئة الشباب والرياضة بدرجة وزير عند احتلال العراق في سنة 2003.
.
وبخلاف الكثيرين من نظام حزب البعث بعد احتلال العراق، منح كريم الملا راتبا تقاعديا.
يقيم حاليا في الجزائر